# Bullinghope
Bullinghope – wieś w Anglii, w Herefordshire, w dystrykcie (unitary authority) Herefordshire. Leży 3,2 km od miasta Hereford i 189,1 km od Londynu. Bullinghope jest wspomniana w Domesday Book (1086) jako Boninhope.